# رورکلا
شهر رورکلا (به انگلیسی: Rourkela) با جمعیت ۲۲۸٫۱۳۰ نفر در ایالت اوریسا در کشور هند واقع شده‌است.